# Valbrevenna
Valbrevenna – miejscowość i gmina we Włoszech, w regionie Liguria, w prowincji Genua.
Według danych na rok 2004 gminę zamieszkiwały 723 osoby, 20,7 os./km².